# Dolina Jagnięca (Tatry Bielskie)

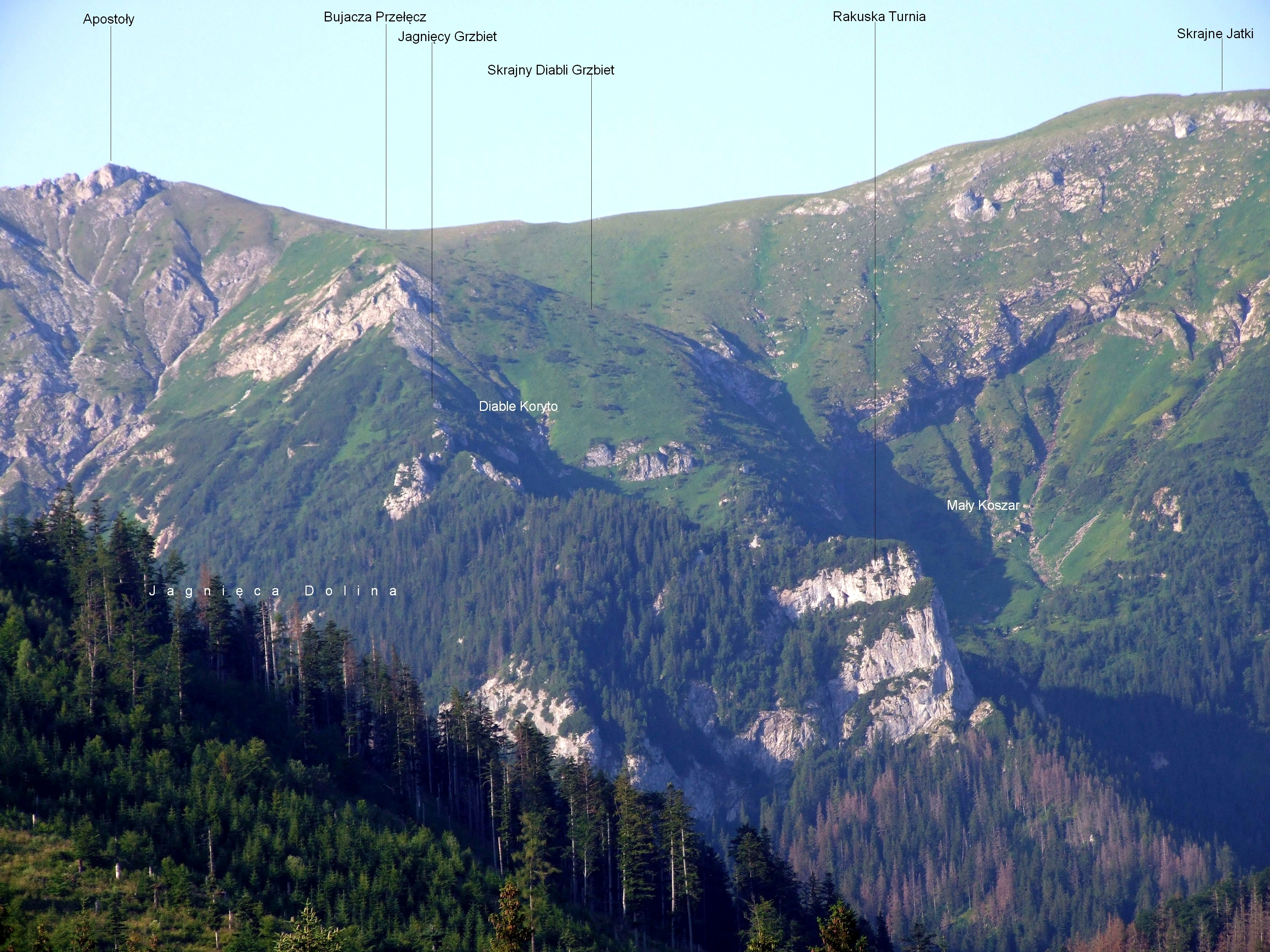
Widok ze Zdziaru

Dolina Jagnięca (niem. Lämmergrund, słow. Jahňacia dolina, węg. Bárány-völgy) – jedno z górnych pięter Doliny pod Koszary w słowackich Tatrach Bielskich. Nazwa ta funkcjonuje głównie w polskiej tatrologii, Słowacy dla całej doliny używają jednej nazwy – Dolina pod Košiare.
Wschodnie ograniczenie Doliny Jagnięcej tworzy północna grań Bujkaczego Wierchu, która biegnie poprzez Ozielec do Tokarni. Zbocza zachodnie tworzy Jagnięcy Grzbiet zakończony Rakuską Turnią. Dolina Jagnięca jest najdłuższym odgałęzieniem Doliny pod Koszary. Ma kamienisto-lawinołomowy wylot przy polanie Wyżnia Kobylarka. Dolną część doliny porasta Piękny Las (Pekný les). Jest to prawdziwy matecznik leśny i nazwa trafnie oddaje jego charakter. Wyżej, już w piętrze kosodrzewiny, znajduje się niewielka polanka. Dnem dolnej części doliny spływa niewielki potok będący jednym ze źródłowych cieków Tokarskiego Potoku. Na wysokości około 1320 m znajduje się w jego korycie wodospad o wysokości około 20 m.